# 남원 선국사 대북
남원 선국사 대북(南原 善國寺 대북)은 대한민국 전북특별자치도 남원시 산곡동, 선국사에 있는 대북이다. 1974년 9월 27일 전북특별자치도의 민속문화재 제5호로 지정되었다.

## 개요
선국사는 교룡산성 안에 자리하고 있는 사찰로서 통일신라 신문왕 5년(685)에 창건된 것으로 전하고 있다. 원래는 용천사라 하다가 유사시에 나라의 태평과 전승을 기원하는 도량의 역할을 담당하였기 때문에 사찰 이름을 바꾼 것으로 추정된다. 전성기에는 승려 수가 300여 명에 이르렀다고도 하며, 지금은 대웅전, 칠성각, 요사채, 보제루 등의 건물이 남아 있다.
선국사 내에 있는 이 북은 법고(法鼓), 홍고(弘鼓)라고도 한다. 불교의식에 사용되었으며 북둘레 260cm, 북길이 102cm 정도의 큰 북이다. 몸통은 소나무로 만들고, 쳐서 소리를 내는 양면은 소가죽으로 만들었다.
만든 사람과 만든 시기는 정확히 알 수 없으나 조선시대의 것으로 추정되며, 선국사가 당시의 큰 절이었음을 입증하는 중요한 자료가 되고 있다.

## 참고 문헌
- 남원 선국사 대북 - 국가유산청 국가유산포털